# 20051 Phanostrate
20051 Phanostrate è un asteroide della fascia principale. Scoperto nel 1993, presenta un'orbita caratterizzata da un semiasse maggiore pari a 2,712511 UA e da un'eccentricità di 0,160641, inclinata di 7,736356° rispetto all'eclittica. Ha un diametro di 5,918 km. Ha un periodo di rotazione di 3,71048 ore.